# Śniot
Śniot – stosowana w bartnictwie duża dębowa deska z dwoma otworami na dole i na górze, którą zawieszano na tzw. kluczach – dwóch hakowato zakończonych kołkach zamocowanych nad i pod barcią. Przeznaczeniem śniota było zabezpieczenie barci przed szkodnikami, np. dzięciołami lub działaniem niekorzystnych czynników atmosferycznych. 
W czasie pracy przy pszczołach śniot odwieszano na specjalny kołek zwany hwozdownią. W zimie w celu ocieplenia barci pod śniot wkładano jedlinę lub inne zabezpieczenie przed zimnem określane jako ogacenie. Pod śniotem, bezpośrednio w otworze barci umieszczano płaszkę, która miała zabezpieczyć barć przed działaniem czynników atmosferycznych. 